# Cheope (paroliere)
Cheope, pseudonimo di Alfredo Rapetti (Milano, 8 ottobre 1961), è un paroliere e pittore italiano.

## Biografia
Alfredo Rapetti proviene da una famiglia di noti parolieri nell'ambito della musica leggera italiana. Il padre è Mogol, pseudonimo di Giulio Rapetti, noto, tra l'altro, per il lungo e fortunato sodalizio artistico con Lucio Battisti. Il nonno era Mariano, in arte Calibi, che scrisse i testi di alcune note canzoni italiane tra le quali Vecchio scarpone e Le colline sono in fiore. La madre Serenella De Pedrini è una disegnatrice di moda.
Rapetti scelse lo pseudonimo Cheope, derivato dal nome del sovrano egizio a cui è dedicata la nota piramide a Giza, per non essere associato al padre Mogol, che a sua volta aveva scelto il suo per non essere associato al padre Mariano.

I genitori di Cheope, Mogol e Serenella, nel 1961

Nel 1983 esordì come paroliere scrivendo i testi di alcune canzoni dell'album eponimo di Ivan Graziani. In seguito ha lavorato con i fratelli Gianni e Marcella Bella e ha firmato numerose canzoni di Raf tra cui Il battito animale e Due.
Nel 1994 ha iniziato un sodalizio artistico con Laura Pausini per la quale ha scritto più di cinquanta canzoni tra le quali uno dei primi successi della cantante romagnola, Strani amori, terza al Festival di Sanremo 1994. Cheope ha lavorato tra gli altri anche con Adriano Celentano, Mina, Mango, Loretta Goggi, Dennis Fantina, Nek, Il Divo, Carlos Santana, The Corrs, Gilberto Gil, Ron, Marco Carta, Josh Groban, Elisa ed Arisa.
Ha partecipato come coautore a tre brani presentati al Festival di Sanremo 2024; Mariposa di Fiorella Mannoia, Onda Alta di Dargen D'Amico e Ma non tutta la vita dei Ricchi e Poveri.
Dal 1991 si è dedicato anche alla musica per l'infanzia, scrivendo il testo di alcune canzoni partecipanti allo Zecchino d'Oro (Il più grande motore, 1991; La cicala, 1992; Mami papi, 1993; Bianco con il giallo, Giochiamo alle cose, 1994; All'arrembaggio del formaggio 1995; Su e giù, 2000; Se ci credi anche tu, 2002; In bici in città, 2005). È autore anche, insieme a Claudio Guidetti, della sigla del programma televisivo Solletico, andato in onda su Rai 1 dal 1994 al 2000. 
Rapetti ha avviato anche una attività di insegnamento come docente alla Fondazione Industria Milano-New York e al Centro Europeo di Toscolano (CET) oltre che al master in Music business presso l'Università LUISS di Roma.
Oltre che autore di testi musicali, Rapetti svolge una proficua attività come pittore avendo all'attivo numerose mostre personali e collettive; alcune sue opere sono state esposte alla Biennale di Venezia.
Insieme a Giuseppe Anastasi ha pubblicato il volume Scrivere una canzone per Zanichelli nell'ottobre del 2012.

## Premi
- 1999 e 2003: premio ASCAP per le canzoni più suonate in America
- 2005: Grammy Latino
- 2006: Grammy Americano come "Best Songwriter" per il disco Escucha di Laura Pausini.

## Discografia (parziale)
| Anno | Titolo                                 | Autori del testo                                                                   | Autori della musica                                                         | Interpreti                      |
| ---- | -------------------------------------- | ---------------------------------------------------------------------------------- | --------------------------------------------------------------------------- | ------------------------------- |
| 1983 | Il chitarrista                         | Cheope e Ivan Graziani                                                             | Ivan Graziani                                                               | Ivan Graziani                   |
| 1983 | Di nuovo in volo                       | Cheope                                                                             | Rosario Bella, Antonio Bella                                                | Marcella Bella                  |
| 1983 | Miao                                   | Cheope                                                                             | Gianni Bella                                                                | Marcella Bella                  |
| 1984 | Prigioniera                            | Cheope                                                                             | Rosario Bella e Antonio Bella                                               | Marcella Bella                  |
| 1985 | Il viaggio                             | Cheope                                                                             | Mango                                                                       | Mango                           |
| 1986 | Lasciami sbagliare                     | Cheope                                                                             | Rosario Bella                                                               | Marcella Bella                  |
| 1988 | Non sei tu                             | Cheope                                                                             | Raf                                                                         | Raf                             |
| 1989 | Poter dividere                         | Cheope                                                                             | Gianni Bella                                                                | Loretta Goggi                   |
| 1990 | 25 maggio 1931                         | Cheope                                                                             | Antonio Pagliuca                                                            | Le Orme                         |
| 1990 | Porta pazienza Maria                   | Cheope                                                                             | Renato Brioschi                                                             | Marcella Bella                  |
| 1991 | Resto sola                             | Cheope                                                                             | Alessandro Bono                                                             | Loretta Goggi                   |
| 1993 | Battito animale                        | Cheope                                                                             | Raf                                                                         | Raf                             |
| 1993 | Due                                    | Cheope                                                                             | Raf                                                                         | Raf                             |
| 1993 | Voglia d'amore                         | Cheope                                                                             | Gianni Bella                                                                | Viola Valentino                 |
| 1994 | Strani amori                           | Cheope, Marco Marati e Francesco Tanini                                            | Angelo Valsiglio e Roberto Buti                                             | Laura Pausini                   |
| 1994 | Amori infiniti                         | Cheope e Stefano Jurgens                                                           | Angelo Valsiglio e Roberto Buti                                             | Laura Pausini                   |
| 1994 | Gente                                  | Cheope e Marco Marati                                                              | Angelo Valsiglio                                                            | Laura Pausini                   |
| 1994 | Cani e gatti                           | Cheope                                                                             | Angelo Valsiglio e Giuseppe Carella                                         | Laura Pausini                   |
| 1994 | Solletico                              | Cheope                                                                             | Claudio Guidetti                                                            | Piccoli Cantori di Milano       |
| 1994 | Di notte specialmente                  | Cheope e Donatella Rettore                                                         | Claudio Rego                                                                | Rettore                         |
| 1996 | Seamisai                               | Cheope                                                                             | Giuseppe Carella                                                            | Laura Pausini                   |
| 1996 | Le cose che vivi                       | Cheope e Fabrizio Pausini                                                          | Giuseppe Carella, Fabrizio Baldoni e Gino De Stefani                        | Laura Pausini                   |
| 1996 | 16/5/74                                | Cheope                                                                             | Giuseppe Carella                                                            | Laura Pausini                   |
| 1996 | Ascolta il tuo cuore                   | Cheope e Fabrizio Pausini                                                          | Vito Mastrofrancesco e Charles Cohiba                                       | Laura Pausini                   |
| 1996 | Incancellabile                         | Cheope                                                                             | Giuseppe Carella, Fabrizio Baldoni e Gino De Stefani                        | Laura Pausini                   |
| 1996 | Il mare che ti avevo rubato            | Cheope e Luisa Salice                                                              | Maurizio Fabrizio                                                           | Riccardo Fogli                  |
| 1998 | La mia risposta                        | Cheope e Laura Pausini                                                             | Claudio Guidetti                                                            | Laura Pausini                   |
| 2000 | Il mio sbaglio più grande              | Cheope, Laura Pausini e Giuseppe Dati                                              | Andreas Carlsson e Alistair Thomson                                         | Laura Pausini                   |
| 2000 | Apri il cuore                          | Cheope e Mogol                                                                     | Gianni Bella e Rosario Di Bella                                             | Adriano Celentano               |
| 2001 | E ritorno da te                        | Cheope e Laura Pausini                                                             | Daniel Vuletic                                                              | Laura Pausini                   |
| 2001 | Una storia che vale                    | Cheope e Laura Pausini                                                             | Daniel Vuletic                                                              | Laura Pausini                   |
| 2004 | He-Man And The Masters Of The Universe | Cheope e Giuseppe Anastasi                                                         | Max Longhi e Giorgio Vanni                                                  | Giorgio Vanni                   |
| 2004 | Resta in ascolto                       | Cheope e Laura Pausini                                                             | Daniel Vuletic                                                              | Laura Pausini                   |
| 2004 | Come se non fosse stato mai amore      | Cheope e Laura Pausini                                                             | Daniel Vuletic                                                              | Laura Pausini                   |
| 2004 | La prospettiva di me                   | Cheope e Laura Pausini                                                             | Daniel Vuletic                                                              | Laura Pausini                   |
| 2004 | Il tuo nome in maiuscolo               | Cheope e Laura Pausini                                                             | Daniel Vuletic                                                              | Laura Pausini                   |
| 2004 | Parlami                                | Cheope e Laura Pausini                                                             | Daniel Vuletic                                                              | Laura Pausini                   |
| 2004 | Dove l'aria è polvere                  | Cheope e Laura Pausini                                                             | Antonio Galbiati                                                            | Laura Pausini                   |
| 2005 | Fra mille anni                         | Cheope                                                                             | Daniel Vuletic                                                              | Mina                            |
| 2006 | Fabrizio                               | Cheope e Giuseppe Anastasi                                                         | Cristiano Macrì                                                             | Silvio Pozzoli                  |
| 2008 | Primavera in anticipo (It Is My Song)  | Cheope, Laura Pausini e James Blunt                                                |                                                                             | Laura Pausini e James Blunt     |
| 2008 | Bellissimo così                        | Cheope e Laura Pausini                                                             | Federica Fratoni, Daniele Coro                                              | Laura Pausini                   |
| 2008 | Un fatto ovvio                         | Cheope e Laura Pausini                                                             | Daniel Vuletic                                                              | Laura Pausini                   |
| 2008 | Sorella terra                          | Cheope e Laura Pausini                                                             | Daniel Vuletic                                                              | Laura Pausini                   |
| 2009 | Prima di te                            | Cheope                                                                             | Daniel Vuletic                                                              | Marco Carta                     |
| 2009 | Resto dell'idea                        | Cheope                                                                             | Daniel Vuletic                                                              | Marco Carta                     |
| 2010 | L'inventario                           | Cheope                                                                             | Daniel Vuletic                                                              | Loredana Errore                 |
| 2010 | Il cuore muove                         | Cheope                                                                             | Paolo Carta                                                                 | Marco Carta                     |
| 2010 | Come pioggia d'estate                  | Cheope                                                                             | Paolo Carta                                                                 | Marco Carta                     |
| 2011 | Ognuno ha la sua matita                | Cheope e Laura Pausini                                                             | Daniel Vuletic                                                              | Laura Pausini                   |
| 2011 | Inedito                                | Cheope e Laura Pausini                                                             | Daniel Vuletic                                                              | Laura Pausini e Gianna Nannini  |
| 2011 | Come vivi senza me                     | Cheope e Laura Pausini                                                             | Daniel Vuletic                                                              | Laura Pausini                   |
| 2011 | Ti dico ciao                           | Cheope e Laura Pausini                                                             | Daniel Vuletic                                                              | Laura Pausini                   |
| 2014 | Da capo                                | Cheope e Federica Abbate                                                           | Cheope e Federica Abbate                                                    | Giada Agasucci                  |
| 2014 | Ogni minimo dettaglio                  | Cheope                                                                             | Federica Abbate e Massimiliano Riolfo                                       | Deborah Iurato                  |
| 2014 | Le cose che non sei                    | Cheope                                                                             | Federica Abbate e Massimiliano Riolfo                                       | Giada Agasucci                  |
| 2014 | Aurora                                 | Cheope e Federica Abbate                                                           | Gabriele Semeraro                                                           | Deborah Iurato                  |
| 2014 | Domani mi avrai già dimenticato        | Cheope e Federica Abbate                                                           | Nicolò Fragile                                                              | Deborah Iurato                  |
| 2015 | Notte fonda                            | Cheope                                                                             | Federica Abbate                                                             | Le Kalica                       |
| 2015 | L'amore eternit                        | Cheope, Federico Lucia e Federica Abbate                                           | Takagi, Ketra e Federica Abbate                                             | Fedez e Noemi                   |
| 2016 | Il mio stato di felicità               | Cheope, Dario Faini e Federica Abbate                                              | Cheope e Federica Abbate                                                    | Alessandra Amoroso              |
| 2016 | La bellezza del mondo                  | Federica Abbate e Cheope                                                           | Federica Abbate                                                             | Elodie                          |
| 2016 | Nessun grado di separazione            | Cheope, Federica Abbate e Francesca Michielin                                      | Federica Abbate e Fabio Gargiulo                                            | Francesca Michielin             |
| 2016 | È con te                               | Cheope                                                                             | Federica Abbate                                                             | Francesca Michielin             |
| 2016 | Dedicato a chi                         | Cheope                                                                             | Lelio Morra e Federica Abbate                                               | Lelio Morra                     |
| 2016 | Amen                                   | Cheope                                                                             | Federica Abbate                                                             | Noemi                           |
| 2016 | I Love You                             | Cheope                                                                             | Noemi                                                                       | Noemi                           |
| 2017 | Il diario degli errori                 | Cheope, Federica Abbate e Giuseppe Anastasi                                        | Federica Abbate e Giuseppe Anastasi                                         | Michele Bravi                   |
| 2017 | Ho perso il mio amore                  | Cheope, Federica Abbate e Giuseppe Anastasi                                        | Federica Abbate e Giuseppe Anastasi                                         | Arisa                           |
| 2018 | Un progetto di vita in comune          | Cheope e Laura Pausini                                                             | Daniel Vuletic                                                              | Laura Pausini                   |
| 2020 | La vita breve dei coriandoli           | Cheope, Federica Abbate, Giuseppe Anastasi, Michele Bravi, Francesco Catitti       | Francesco Catitti e Andrea Manzoni                                          | Michele Bravi                   |
| 2020 | Karaoke                                | Cheope, Federica Abbate, Rocco Pagliarulo, Alessandro Merli, Fabio Clemente        | Cheope, Federica Abbate, Rocco Pagliarulo, Alessandro Merli, Fabio Clemente | Boomdabash e Alessandra Amoroso |
| 2021 | Señorita                               | Rocco Pagliarulo, Clemente Maccaro, Maria Chiara Fraschetta, Cheope, Michele Bravi | Federica Abbate, Stefano Tognini, Mattia Cerri                              | Clementino e Nina Zilli         |
| 2021 | Shimmy Shimmy                          | Alessandro Merli, Fabio Clemente, Cheope e Federica Abbate                         | Alessandro Merli, Fabio Clemente, Federica Abbate                           | Takagi & Ketra e Giusy Ferreri  |
| 2021 | Mohicani                               | Rocco Pagliarulo, Alessandro Merli, Fabio Clemente, Cheope e Federica Abbate       | Alessandro Merli, Fabio Clemente                                            | Boomdabash e Baby K             |
| 2024 | Di nuovo tu                            | Cheope e Stefano Marletta                                                          | Edwyn Roberts e Stefano Marletta                                            | Chiara Galiazzo                 |